# Зустрічі на світанку
«Зустрічі на світанку» — радянський чорно-білий фільм 1969 року режисерів Едуарда Гаврилова і  Валерія Кремньова.

## Сюжет
Про дівочу долю, про перші трудові кроки і випробування першого кохання. Галя Макарова народилася в селі і з дитинства допомагала на фермі матері, знатній в області доярці, але через хворобу матері вони переїхали в місто, де Галя, закінчивши школу, не змогла поступити до інституту і влаштувалася гардеробницею. Після смерті матері Галя залишилася в місті зовсім одна. Вона повертається в рідне село, починає працювати дояркою на фермі, а після звільнення недбайливої завідувачки разом з іншими доярками намагається навести там порядок. Закохавшись в пастуха Костю, вона дізнається, що багато хто з її нових подруг були його коханками, і розлучається з ним…

## У ролях
- Тамара Дегтярьова —  Галя Макарова
- Ольга Аросєва —  Софія Василівна, завідувачка молочної ферми
- Люсьєна Овчинникова —  Людмила, колгоспниця-пташник
- Лариса Віккел —  зоотехнік
- Володимир Андрєєв —  Цугурик, зоотехнік
- Юрій Назаров —  Костя, колгоспний пастух
- Анатолій Кузнецов —  Сергій Сергійович Волков, парторг колгоспу
- Георгій Жжонов —  Олексій Дмитрович Воробйов, голова колгоспу
- Євген Шутов —  Іванов, колгоспний бригадир
- Світлана Харитонова —  Ольга, доярка
- Елла Некрасова —  Таська Чирьова, доярка
- Клавдія Хабарова —  Аня Архипова, доярка
- Тамара Совчі —  Валя Ряхіна, доярка, сестра Люсі
- Юрій Кірєєв —  наречений Валі Ряхіної
- Катерина Мазурова —  бабка Мотя Пуговкіна, господиня будинку, де оселилася Галя Макарова
- Петро Кірюткін —  колгоспник
- Володимир Протасенко —  моряк-гармоніст
- Іван Турченко —  колгоспник в клубі
- Емілія Кроль —  доярка

## Знімальна група
- Режисери — Едуард Гаврилов, Валерій Кремньов
- Сценарист — Анатолій Кузнецов
- Оператор — Сергій Зайцев
- Композитор — Павло Аєдоницький
- Художник — Віталій Гладников